# Mortes em maio de 2014
Mortes em 2014: ← Janeiro – Fevereiro – Março – Abril – Maio – Junho – Julho – Agosto – Setembro – Outubro – Novembro – Dezembro →
Esta é uma relação de pessoas notáveis que morreram durante o mês de maio de 2014, listando nome, nacionalidade, ocupação e ano de nascimento.

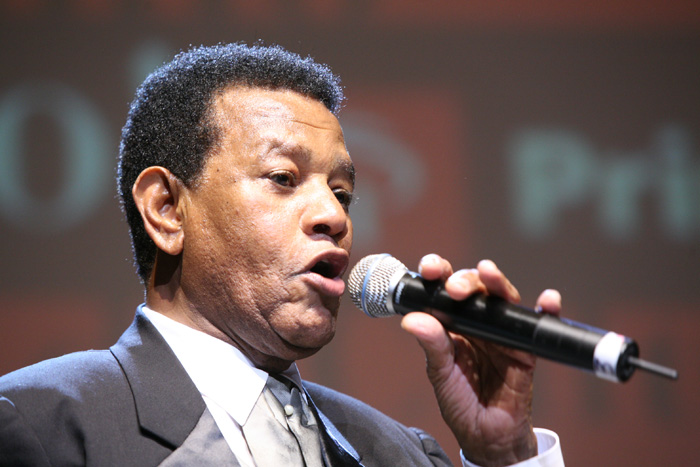
Jair Rodrigues, cantor brasileiro.

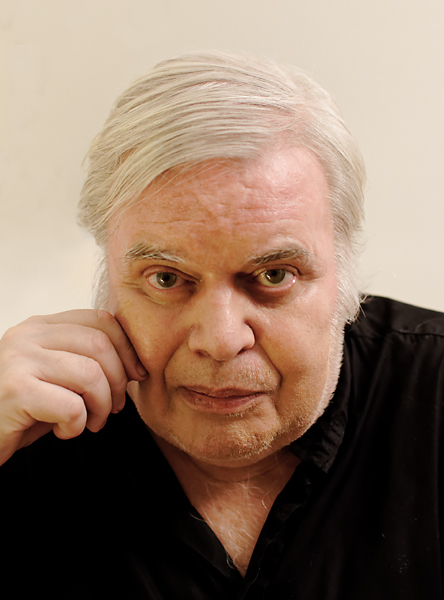
H. R. Giger, ilustrador suíço.

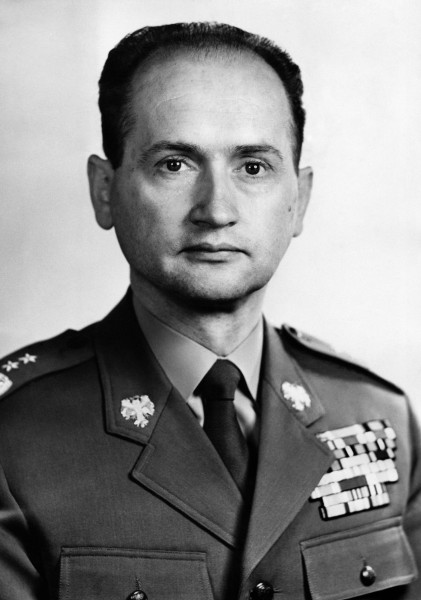
Wojciech Jaruzelski, político polaco.

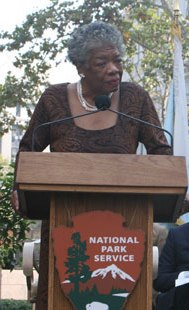
Maya Angelou, escritora estadunidense.

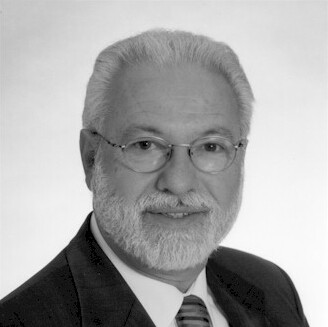
Ciro de Quadros, epidemiologista brasileiro.

| Dia | Nome                     | Profissão ou motivo de reconhecimento | País de nascimento        | Ano de nasc. | Ref           |
| --- | ------------------------ | ------------------------------------- | ------------------------- | ------------ | ------------- |
| 1   | Georg Stollenwerk        | Futebolista e treinador               | Alemanha                  | 1930         | [ 1 ]         |
| 1   | Assi Dayan               | Ator e cineasta                       | Israel                    | 1945         | [ 2 ]         |
| 1   | Rodolfo Konder           | Jornalista                            | Brasil                    | 1938         | [ 3 ]         |
| 2   | Nigel Stepney            | Mecânico                              | Inglaterra                | 1958         | [ 4 ]         |
| 2   | Tomás Balduíno           | Bispo católico                        | Brasil                    | 1922         | [ 5 ]         |
| 3   | Mãe Dináh                | Vidente                               | Brasil                    | 1930         | [ 6 ]         |
| 3   | Gary Stanley Becker      | Economista                            | Estados Unidos            | 1930         | [ 7 ]         |
| 4   | Elena Baltacha           | Tenista                               | Inglaterra                | 1983         | [ 8 ] [ 9 ]   |
| 4   | Al Pease                 | Automobilista                         | Canadá                    | 1921         | [ 10 ] [ 11 ] |
| 4   | Dick Ayers               | Ilustrador de histórias em quadrinhos | Estados Unidos            | 1924         | [ 12 ]        |
| 4   | Tony Settember           | Automobilista e engenheiro            | Filipinas/ Estados Unidos | 1926         | [ 13 ]        |
| 5   | István Major             | Atleta de salto em altura             | Hungria                   | 1949         | [ 14 ]        |
| 5   | Rinaldo Calheiros        | Cantor                                | Brasil                    | 1926         |               |
| 6   | Farley Mowat             | Escritor                              | Canadá                    | 1921         |               |
| 6   | Maria Lassnig            | Artista                               | Áustria                   | 1919         |               |
| 7   | Colin Pillinger          | Planetologista                        | Inglaterra                | 1943         | [ 15 ]        |
| 8   | Yago Lamela              | Atleta                                | Espanha                   | 1977         | [ 16 ]        |
| 8   | Jair Rodrigues           | Cantor                                | Brasil                    | 1939         | [ 17 ]        |
| 9   | Mel Patton               | Velocista                             | Estados Unidos            | 1924         |               |
| 9   | Mary Stewart             | Escritota                             | Inglaterra                | 1916         |               |
| 10  | Yeso Amalfi              | Futebolista                           | Brasil                    | 1925         |               |
| 11  | Celso Pereira de Almeida | Bispo                                 | Brasil                    | 1928         | [ 18 ]        |
| 12  | Marco Cé                 | Cardeal                               | Itália                    | 1925         | [ 19 ]        |
| 12  | Jacinto Convit           | Médico e cientista                    | Venezuela                 | 1913         | [ 20 ]        |
| 12  | H. R. Giger              | Ilustrador e artista gráfico          | Suíça                     | 1940         | [ 21 ]        |
| 13  | David Malet Armstrong    | Filósofo                              | Austrália                 | 1926         | [ 22 ]        |
| 13  | Altamiro Rossato         | Bispo                                 | Brasil                    | 1925         | [ 23 ]        |
| 14  | Alexandre Pessoal        | Músico                                | Brasil                    | 1975         | [ 24 ]        |
| 14  | Stephen Sutton           | Ativista                              | Inglaterra                | 1994         | [ 25 ] [ 26 ] |
| 15  | Jean-Luc Dehaene         | Ex-primeiro-ministro                  | Bélgica                   | 1940         | [ 27 ]        |
| 17  | Eduardo José Farah       | Dirigente esportivo                   | Brasil                    | 1933         | [ 28 ]        |
| 18  | Dobrica Ćosić            | Escritor e político                   | Sérvia                    | 1921         | [ 29 ]        |
| 18  | Wubbo Ockels             | Astronauta e físico                   | Países Baixos             | 1946         | [ 30 ]        |
| 19  | Jack Brabham             | Automobilista                         | Austrália                 | 1926         | [ 31 ]        |
| 19  | Gerald Edelman           | Biólogo molecular                     | Estados Unidos            | 1929         | [ 32 ]        |
| 19  | Gordon Willis            | Cinematógrafo                         | Estados Unidos            | 1931         | [ 33 ]        |
| 19  | Eurico Dias Nogueira     | Arcebispo                             | Portugal                  | 1923         | [ 34 ]        |
| 20  | Jair Foscarini           | Engenheiro e político                 | Brasil                    | 1956         | [ 35 ]        |
| 21  | João Filgueiras          | Arquiteto                             | Brasil                    | 1932         | [ 36 ]        |
| 21  | Jaime Lusinchi           | Ex-presidente                         | Venezuela                 | 1924         | [ 37 ]        |
| 21  | Duncan Cole              | Futebolista                           | Inglaterra/ Nova Zelândia | 1958         | [ 38 ]        |
| 23  | Joel Camargo             | Futebolista                           | Brasil                    | 1946         | [ 39 ]        |
| 24  | Stormé DeLarverie        | Ativista                              | Estados Unidos            | 1920         | [ 40 ]        |
| 25  | Washington               | Futebolista                           | Brasil                    | 1960         | [ 41 ]        |
| 25  | Wojciech Jaruzelski      | Militar e político                    | Polónia                   | 1923         | [ 42 ]        |
| 26  | Manuel Uribe             | Homem mais pesado do mundo            | México                    | 1965         | [ 43 ]        |
| 27  | Ruth Flowers             | Disc Jockey                           | Inglaterra                | 1940         |               |
| 28  | Malcolm Glazer           | Empresário e dirigente esportivo      | Estados Unidos            | 1928         | [ 44 ]        |
| 28  | Maya Angelou             | Escritora                             | Estados Unidos            | 1928         | [ 45 ]        |
| 28  | Ciro de Quadros          | Epidemiologista                       | Brasil                    | 1940         | [ 46 ]        |
| 29  | Karlheinz Böhm           | Ator                                  | Alemanha/ Áustria         | 1928         | [ 47 ]        |
| 30  | Henning Carlsen          | Diretor de cinema e roteirista        | Dinamarca                 | 1927         | [ 48 ]        |
| 31  | Maurício Torres          | Narrador esportivo e apresentador     | Brasil                    | 1971         | [ 49 ]        |